# Gábor Madarasi
Gábor Madarasi (ur. 1 sierpnia 1989) – węgierski zapaśnik walczący w stylu klasycznym. Brązowy medalista akademickich MŚ w 2014. Czwarty w Pucharze Świata w 2014 roku.